# Санта Пола (Калифорнија)
Санта Пола (енгл. Santa Paula) град је у америчкој савезној држави Калифорнија. По попису становништва из 2010. у њему је живело 29.321 становника.

## Демографија
Према попису становништва из 2010. у граду је живело 29.321 становника, што је 723 (2,5%) становника више него 2000. године.
| Група             | 2000.          | 2010.          |
| Белци             | 7.551 (26,4%)  | 5.434 (18,5%)  |
| Афроамериканци    | 118 (0,4%)     | 152 (0,5%)     |
| Азијати           | 200 (0,7%)     | 216 (0,7%)     |
| Хиспаноамериканци | 20.360 (71,2%) | 23.299 (79,5%) |
| Укупно            | 28.598         | 29.321         |